# 横澤夏子
横澤 夏子（よこさわ なつこ、1990年〈平成2年〉7月20日 - ）は、日本のお笑いタレント。吉本興業東京本社（東京吉本）所属。東京NSC15期生。愛称は、なっちゃん。

## 略歴
東京都墨田区錦糸町に生まれ、新潟県糸魚川市で育つ。小・中（糸魚川東中学校）・高校時代にそれぞれ生徒会副会長を務めた。とにかく目立ちたいという理由からで、芸人を目指したきっかけも同様の理由である。芸人を志す以前は「生徒からすると、学校の先生は芸能人」ということから教師を志望していた。
中学3年生のときにルミネtheよしもとにてお笑いライブを初観劇。タカアンドトシに衝撃を受け、お笑いコンビとして初めて好きになる。『エンタの神様』（日本テレビ）のスペシャル回にて、東京ビッグサイトで1万人の客を前に漫才を披露するタカアンドトシを見て「学校の先生よりも目立てる職業があるんだ」と初めて認識する。これをきっかけに教師への目標が芸人へと変わっていった。また、憧れのお笑いタレントは上沼恵美子。
高校時代に同級生と組んだ「にんまり」というコンビでM-1甲子園2008の新潟予選に出場。高校卒業後、NSC東京校に第15期生として入学。同期にはマテンロウ、デニスなどがいる。コンビ志望でNSCへ入ったものの組むことができず、授業でのネタ見せができない日々をしばらく送った。そこで「1人でもいいや」と披露したピンネタが好評を得たことで、以後そのかたちで継続している。
19歳のときにヨシモト∞ホールにて初舞台を踏む。その際、電子ピアノを弾くネタを披露するはずであったが、機材トラブルで失敗に終わる。これがトラウマとなって以後はピアノを使用していない。2012年2月4日に初の単独ライブ『ラッキーガール』（東京・新宿 シアターブラッツ）を開催した。
2014年に地元の糸魚川市主催のミスコンテストにおいて本気で優勝を狙いに行き、地元紙のインタビューや市長にアピールしたが、エントリー自体が取り消された。
2015年3月にヨシモト∞ホールで行われた若手芸人コンテスト『彩バトル』にて女性初の優勝。R-1ぐらんぷりでは、2011年・2015年に準決勝進出。2016年に決勝進出すると、Bブロックにおけるお茶の間(d)投票1位で3票を獲得するが、審査員は0票でファーストラウンド敗退。ものまねグランプリ ザ・トーナメント2015に初出場し優勝。
2016年3月5日、単独ライブ「ダントツガール」公演中に糸魚川市のPR大使「糸魚川市観光営業主任」就任を発表。女芸人No.1決定戦 THE Wの第1回（2017年）では、山崎ケイ（相席スタート）とのユニット「とんとん」として出場、準決勝まで進出。第2回（2018年）は単独で出場し決勝進出、2位に入った。水泳があまり得意ではないが（幼稚園児のころスイミングスクールに通い、クロールで50mは泳げるとのこと）、“夏の煌めく水しぶきにピッタリ”という理由で「ベストスイマー2017」を受賞した。

## 人物
身長172cm、血液型A型。卓球で県大会優勝。ベビーシッターの資格を保有する。アルバイトでベビーシッターのほか、観光バスの添乗員など、20から30の職を経験。こうしたアルバイト経験も、1人芸を磨くきっかけになったと話している。
先輩芸人であるたかし（トレンディエンジェル）とはともに豊島園に行くなど親交が深い。よしログ30にて西村ヒロチョと金曜日レギュラーを務め、またニューヨークやデニスといった同期と交流を持つ。そのほか、スパイクの2人や向井彗（パンサー）と親交がある。向井とはバラエティ番組『パワー☆プリン』（TBSテレビ）での共演当初「苦手な人」と発言していたが、横澤の誕生日には共にケーキを食べに行くほどのちに親交が深くなった。
地元の友人には負けたくないという思いが活動におけるモチベーションになっている。その友人のなかには、化粧品会社の副店長になった人がいるらしく、これに負けないくらいの肩書が欲しいとのこと。
恋愛や結婚に人一倍興味を持っている。中学生時代に好意を持つ男子生徒を生徒会役員に指名し、会長の権力をふるってその生徒と交際したこともあった。成人後は料理やクラシックバレエ教室へ通い、街コンや婚活パーティーへの参加も明かしている。2016年、新潟県から「婚活応援大使」に任命された。
NHK『連続テレビ小説』のファン。2019年7月24日放送の『なつぞら』直後に生放送された情報番組『あさイチ』へゲスト出演した際、MC陣と「朝ドラ受け」を行っている。
AKB48、ハロー!プロジェクトの大ファン。

### 家族
父は作家で中学校教諭（国語）の横沢彰、母は上級教育カウンセラー。祖父は、本人いわく「地元の権力者のような人」。3人姉弟の長女で弟と妹がいる。横澤家は卓球一家でもあり、地域の大会では家族全員が優勝している。家族全員がカットマンである。
2017年7月20日、1歳上の男性会社員と結婚。2018年1月、挙式・披露宴を行った。2019年9月13日に第1子妊娠を報告し、2020年2月27日に第1子女児を出産。2021年10月3日、第2子女児を出産。2023年6月10日、第3子女児を出産。

## 芸風
一人コントを主なネタとする。自身が注目されるきっかけとなった「音楽の先生」が代表作であり、歌い方と言い回しで笑いを誘う。もともと合唱曲が好きであったことから 考案されたもの（このネタの影響で「生徒が真似をするため授業にならない」と全国の音楽教師から苦情が来たという）。そのほか、妊婦に扮したネタ、「鍋を囲んだ女子会」のネタなども披露していた。「細かすぎて伝わらないモノマネ選手権」でみせた「ちょっとイラっとくる女」の物真似も得意とする。
自分の周囲にいる女性たちがネタのモデルとなっており、彼女たちとの会話から着想を得ている。かつて同居中だったネイリストからも何十本ものヒントを得られたという。ネタの特徴を「どこかに自分が反映されていたり、また自分自身そのままだったり、顔自体も身近なもの」と語っている。200本程度のネタをストックし、表に出せるものが40から50本だという。

## 賞レース成績
- 『R-1ぐらんぷり2016』決勝進出
- 『THE W 2018』準優勝

## 出演

### テレビ番組

#### 現在の出演番組
- 王様のブランチ（2016年4月9日 - 、TBSテレビ、 隔週出演）※レギュラー出演開始前に2012年12月22日、2013年3月30日に同番組に出演
- 八千代コースター（新潟総合テレビ） - 不定期レギュラー
- 土曜はダメよ!（2017年4月16日 - 、読売テレビ）
- 横澤夏子の笑顔満点！とちぎの食材ハッピーキッチン！（とちぎテレビ）
- ノンストップ!（フジテレビ） - 金曜日不定期出演
- 夫が寝たあとに（テレビ朝日）- MC
- ぽかぽか（2024年4月1日 - 、フジテレビ）- 月曜レギュラー[29]

### 映画
- マンマ・ミーア! ヒア・ウィー・ゴー（2018年8月24日） - 写真のみ[30]
- えちてつ物語〜わたし、故郷に帰ってきました。（2018年11月23日） - 主演・山咲いづみ 役[31]
- おとななじみ（2023年5月12日） - 目黒みちこ 役[32]

### ウェブテレビ
- オオカミくんには騙されない（2017年2月18日 - 、AbemaTV） - スタジオキャスト
- アベマ大縁日〜人気番組勢ぞろい！神宮花火大会生中継で豪華プレゼント大放出SP〜（2018年8月11日、AbemaTV） - オオカミくんには騙されない代表[33]
- 29.4 ~ワタシの選択~ with anan（2021年8月21日[34] - 、ABEMA） - MC

### テレビドラマ
- 俺のダンディズム（2014年4月16日 - 7月2日、テレビ東京） - 小堺桜子 役
- 太鼓持ちの達人〜正しい××のほめ方〜 第3話（2015年1月26日、テレビ東京） - 大林真理 役
- 重版出来! 第4話（2016年5月3日、TBS） ‐ 金子怜子 役
- せいせいするほど、愛してる（2016年7月 - 9月、TBS） - 佐伯香澄 役[35]
- 増山超能力師事務所 第5話（2017年2月2日、読売テレビ） ‐ 横澤夏子（リポーター）
- ほんとにあった怖い話 夏の特別編2017「影女」（2017年8月19日、フジテレビ） - 夏乃 役
- 魔法×戦士 マジマジョピュアーズ! 第34話（2018年11月18日、テレビ東京） - 桂川ユミコ 役
- Heaven? 〜ご苦楽レストラン〜 第8話（2019年8月27日、TBS） - 野々村 役
- 着飾る恋には理由があって 第9話（2021年6月15日、TBS） - 塩見 役[36]
- トーキョー製麺所 第5話（2021年10月6日、MBS・TBS） - リポーター 役[37]
- 雨の日（2021年11月3日、NHK総合） - 中西友美 役[38]

### テレビアニメ
- おじゃる丸 （NHK Eテレ、2023年12月4日） - 仲居 役

### 劇場アニメ
- ぼくらのよあけ（2022年10月21日公開、ギャガ / エイベックス・ピクチャーズ） - 岸みふゆ 役[39]

### ラジオ
- 大谷ノブ彦 キキマス!（ニッポン放送） - 月曜リポーター
- Saturday Night Laugh → マイナビ Saturday Night Laugh → マイナビ Laughter Night（2015年4月18日[40]・5月30日[41]・12月12日[42] 、TBSラジオ）
- 横澤夏子のじょんのびラジオ（2017年4月2日 - 2020年6月28日、FM PORT）
- らじらー!（2020年11月22日・11月29日・2021年1月24日・2月21日・3月21日・4月25日以降週替わり、NHKラジオ第1）[43]
- 横澤夏子 それ、大事なコトでございます。（2022年10月2日 - 2023年3月26日、ニッポン放送）
- パンサー向井の#ふらっと（2024年4月4日 - 、TBSラジオ）

### CM
- NTTドコモ（2016年） ※ Web動画[44]
- カネボウ化粧品「エビータ ビューティホイップソープ」（2016年）　※ Web動画[45]
- 森永製菓「マクロビ派」（2016年） ※ キャンペーンサイト動画[46]
- 花王「8×4・パウダースプレー」（2017年 - ） - 要潤と共演
- indeed（2018年） - 泉里香と共演
- サントリー企業広告「素晴らしい過去になろう」篇（2021年5月5日 - ） - ジャイアン、スギちゃん、山田ルイ53世と共演[47]
- 楽楽明細「優しくなった横澤さん」篇（2019年8月15日 - ）[48] / 楽楽精算「経理部だけ昭和」篇（2021年8月16日 - ）[49] / 楽楽精算「部長の秘密」篇（2021年10月12日 - ）[50] ※滝藤賢一と共演

## 書籍
- 追い込み婚のすべて（2018年7月20日、光文社、ISBN 978-4-334-84328-1）